# Солдатское (Мордовия)
Солдатское — село в Ардатовском районе. Мордовии. Входит в состав Силинского сельского поселения.

## География
Расположено на р. Мене, в 30 км от районного центра и 43 км от железнодорожной станции Ардатов.

## История
Упоминается в актовых документах 1684 года. В «Списке населённых мест Симбирской губернии» (1863) Солдатское — деревня удельная из 34 дворов (337 чел.) Ардатовского уезда. В 1913 года в Солдатском числились 110 дворов (717 чел.), церковь; в 1931 году — 174 двора (825 чел.). В 1930-е годы был организован колхоз «Волна», с 1997 года — СХПК животноводческого направления.

## Инфраструктура
В современном селе — основная школа, библиотека, Дом культуры, медпункт, магазин. Возле Солдатского — курганы. В Солдатскую сельскую администрацию входят д. Грозная Крепость (Игумновка; 40 чел.), Малое Игнатово (84), Никитино (34), Новоклейка (1 чел.).

## Люди, связанные с селом
Уроженцы — Герой Социалистического Труда А. И. Шеянов, заслуженный строитель РСФСР Н. В. Кочегаров и др.

## Население
| 2002 | 2010 |
| ---- | ---- |
| 202  | ↘197 |

## Источник
- Энциклопедия Мордовия, Н. Н. Щемерова.